# Лейк-Голідей (Індіана)
Лейк-Голідей (англ. Lake Holiday) — переписна місцевість (CDP) в США, в окрузі Монтгомері штату Індіана. Населення — 921 особа (2020).

## Географія
Лейк-Голідей розташований за координатами 39°57′49″ пн. ш. 86°57′36″ зх. д. / 39.96361° пн. ш. 86.96000° зх. д. (39.963522, -86.959925).  За даними Бюро перепису населення США в 2010 році переписна місцевість мала площу 7,20 км², з яких 6,67 км² — суходіл та 0,52 км² — водойми.

## Демографія
Згідно з переписом 2010 року, у переписній місцевості мешкало 910 осіб у 352 домогосподарствах у складі 270 родин. Густота населення становила 126 осіб/км².  Було 405 помешкань (56/км²).
Расовий склад населення:
| - 99,5 % — білих - 0,2 % — чорних або афроамериканців |

До двох чи більше рас належало 0,0 %. Частка іспаномовних становила 0,4 % від усіх жителів.
За віковим діапазоном населення розподілялося таким чином: 22,5 % — особи молодші 18 років, 60,9 % — особи у віці 18—64 років, 16,6 % — особи у віці 65 років та старші. Медіана віку мешканця становила 44,0 року. На 100 осіб жіночої статі у переписній місцевості припадало 106,3 чоловіків;  на 100 жінок у віці від 18 років та старших — 102,0 чоловіків також старших 18 років.
Середній дохід на одне домашнє господарство  становив 74 651 долар США (медіана — 73 152), а середній дохід на одну сім'ю — 81 512 долари (медіана — 75 491). Медіана доходів становила 51 906 доларів для чоловіків та 44 688 доларів для жінок. За межею бідності перебувало 7,3 % осіб, у тому числі 21,6 % дітей у віці до 18 років та 0,0 % осіб у віці 65 років та старших.
Цивільне працевлаштоване населення становило 494 особи. Основні галузі зайнятості: виробництво — 33,8 %, освіта, охорона здоров'я та соціальна допомога — 12,8 %, мистецтво, розваги та відпочинок — 9,5 %, науковці, спеціалісти, менеджери — 6,5 %.